# Sumi Jo
Sumi Jo (Seul, 22 novembre 1962) è un soprano sudcoreano.

## Biografia
Nata a Seul, nel 1962, ha studiato a Seul e vive a Lisboa. Il suo primo ruolo d'opera a Seul è stato Susanna ne Le nozze di Figaro.
Die Frau ohne Schatten, diretto da Georg Solti, è stato premiato da un Grammy Award e non si può non ricordare Un ballo in maschera diretto da Herbert von Karajan.
Nel 1999 ha prestato la propria voce all'esecuzione di alcuni brani della colonna sonora, composta da Wojciech Kilar, del film La nona porta, diretto da Roman Polański ed interpretato da Johnny Depp.
Nel 2015 ha partecipato al film Youth - La giovinezza, diretto dal premio Oscar Paolo Sorrentino, interpretando il ruolo di se stessa; ha anche interpretato la canzone Simple Song #3, scritta da David Lang, che è stata candidata all'Oscar alla migliore canzone.
Ha partecipato il 12 dicembre 2019 a Sassari (Ss) alla manifestazione "Boghes and Bisus" dove si è esibita in una serie di classici insieme al tenore Mario Secci ed al suonatore di Launeddas sarde Mario Pisu accompagnati dalla pianista Cristiana Mastrantonio e dal Coro "Gioacchino Rossini" di Sassari.

## Repertorio
| Ruolo              | Titolo                           | Autore    |
| ------------------ | -------------------------------- | --------- |
| Coraline           | Le toréador                      | Adam      |
| Zerlina            | Fra Diavolo                      | Auber     |
| Manon Lescaut      | Manon Lescaut                    | Auber     |
| Angèle             | Le domine noir                   | Auber     |
| Giulietta Capuleti | I Capuleti e i Montecchi         | Bellini   |
| Amina              | La sonnambula                    | Bellini   |
| Adalgisa           | Norma                            | Bellini   |
| Elvira             | I puritani                       | Bellini   |
| Lakmé              | Lakmé                            | Delibes   |
| Adina              | L'elisir d'amore                 | Donizetti |
| Lucia Ashton       | Lucia di Lammermoor              | Donizetti |
| Norina             | Don Pasquale                     | Donizetti |
| Juliette           | Roméo et Juliette                | Gounod    |
| La Fortuna         | Fetonte                          | Jommelli  |
| Dinorah            | Dinorah                          | Meyerbeer |
| Susanna            | Le nozze di Figaro               | Mozart    |
| Regina della Notte | Die Zauberflöte                  | Mozart    |
| Giulietta Olympia  | Les Contes d'Hoffmann            | Offenbach |
| Amenaìde           | Tancredi                         | Rossini   |
| Donna Fiorilla     | Il turco in Italia               | Rossini   |
| Matilde            | Elisabetta, regina d'Inghilterra | Rossini   |
| Rosina             | Il barbiere di Siviglia          | Rossini   |
| La Comtesse Adèle  | Le Comte Ory                     | Rossini   |
| Sophie             | Der Rosenkavalier                | Strauss   |
| Zerbinetta         | Ariadne auf Naxos                | Strauss   |
| Voce dal falco     | Die Frau ohne Schatten           | Strauss   |
| Gilda              | Rigoletto                        | Verdi     |
| Violetta Valery    | La traviata                      | Verdi     |
| Oscar              | Un ballo in maschera             | Verdi     |

## Discografia parziale
| Anno | Titolo Ruolo                                 | Cast                                               | Direttore           |
| ---- | -------------------------------------------- | -------------------------------------------------- | ------------------- |
| 1988 | Le Comte Ory La Comtesse Adéle               | John Aler, Diana Montague, Gino Quilico            | John Eliot Gardiner |
| 1989 | Die Zauberflöte Konigin der Nacht            | Gösta Winbergh, Luba Orgonasova, Hakan Hagegard    | Armin Jordan        |
|      | Un ballo in maschera Oscar                   | Plácido Domingo, Josephine Barstow, Leo Nucci      | Herbert Von Karajan |
| 1990 | Die Zauberflöte Konigin der Nacht            | Uwe Heilmann, Ruth Ziesak, Michael Kraus           | Georg Solti         |
| 1991 | Il turco in Italia Donna Fiorilla            | Simone Alaimo, Enrico Fissore, Raúl Giménez        | Neville Marriner    |
| 1992 | Die Frau ohne Schatten Die stimme des Falken | Placido Domingo, Julia Varady, Hildegard Behrens   | Georg Solti         |
|      | Die Zauberflöte Konigin der Nacht            | Kurt Streit, Barbara Bonney, Gilles Cachemaille    | Arnold Östman       |
| 1995 | Le domino noir Angèle d'Olivarès             | Bruce Ford, Isabelle Vernet, Patrick Power         | Richard Bonynge     |
|      | Tancredi Amenaìde                            | Ewa Podleś, Stanford Olsen, Pietro Spagnoli        | Alberto Zedda       |
| 1996 | Les Contes d'Hoffmann Giulietta              | Roberto Alagna, Natalie Dessay, José van Dam       | Kent Nagano         |
|      | Le Torèador Coraline                         | John Aler, Michel Trempont                         | Richard Bonynge     |
| 1997 | Ariadne auf Naxos Zerbinetta                 | Margaret Price, Gösta Winbergh, Ernst Theo Richter | Kent Nagano         |
| 2013 | Norma Adalgisa                               | Cecilia Bartoli, John Osborn, Michele Pertusi      | Giovanni Antonini   |

- Orff: Carmina Burana - Bo Skovhus/London Philharmonic Orchestra & Choir/Sumi Jo/Zubin Mehta, 1993 Teldec
- Rossini: Messa di Gloria - Academy of St. Martin in the Fields & Chorus/Ann Murray/Francisco Araiza/Raúl Gimenez/Samuel Ramey/Sir Neville Marriner/Sumi Jo, 1992 Philips
- Sumi Jo Collection, 2009 Warner
- Carnaval! - French Coloratura Arias - English Chamber Orchestra/Richard Bonynge/Sumi Jo, 1994 Decca
- Jo: Baroque Journey - Concertgebouw Chamber Orchestra/Sumi Jo, 2006 Warner
- Jo: The Christmas Album - Sumi Jo, 2000 Erato

## DVD
- Verdi: Un ballo in maschera (Salzburg Festival, 1990) - Plácido Domingo/Leo Nucci/Sumi Jo/Josephine Barstow/Georg Solti, regia John Schlesinger, Arthaus Musik/Naxos